# Ештабула (округ, Огайо)
Шаблон:StateAbbr_ 41°53′ пн. ш. 80°46′ зх. д. / 41.89° пн. ш. 80.76° зх. д.
Округ  Ештабула (англ. Ashtabula County) — округ (графство) у штаті  Огайо, США. Ідентифікатор округу 39007.

## Історія
Округ утворений 1811 року.

## Демографія
За даними перепису 
2000 року 
загальне населення округу становило 102728 осіб, зокрема міського населення було 55900, а сільського — 46828.
Серед мешканців округу чоловіків було 50068, а жінок — 52660. В окрузі було 39397 домогосподарств, 27768 родин, які мешкали в 43792 будинках.
Середній розмір родини становив 3,05.
Віковий розподіл населення поданий у таблиці:
| Стать    | До 15 років | 15-21 | 22-29 | 30-39 | 40-49 | 50-65 | 65-85 | Понад 85 |
| -------- | ----------- | ----- | ----- | ----- | ----- | ----- | ----- | -------- |
| Чоловіки | 11246       | 4807  | 4391  | 7299  | 7984  | 8079  | 5764  | 498      |
| Жінки    | 10909       | 4641  | 4606  | 7340  | 7973  | 8402  | 7473  | 1316     |

## Суміжні округи
- Ері, Пенсільванія — північний схід
- Кроуфорд, Пенсільванія — схід
- Трамбалл — південь
- Ґоґа — південний захід
- Лейк — захід

## Виноски
1. ↑  U.S. Decennial Census. United States Census Bureau. Архів оригіналу за 26 квітня 2015. Процитовано 7 лютого 2015.
2. ↑  Historical Census Browser. University of Virginia Library. Архів оригіналу за 11 серпня 2012. Процитовано 7 лютого 2015.
3. ↑  Forstall, Richard L., ред. (27 березня 1995). Population of Counties by Decennial Census: 1900 to 1990. United States Census Bureau. Архів оригіналу за 14 лютого 2015. Процитовано 7 лютого 2015.
4. ↑  Census 2000 PHC-T-4. Ranking Tables for Counties: 1990 and 2000 (PDF). United States Census Bureau. 2 квітня 2001. Архів оригіналу (PDF) за 18 грудня 2014. Процитовано 7 лютого 2015.
5. ↑  State & County QuickFacts. United States Census Bureau. Архів оригіналу за 6 липня 2011. Процитовано 7 лютого 2015.(англ.) Наведено за англійською вікіпедією.
6. ↑  American FactFinder. Бюро перепису населення США. Архів оригіналу за 21 травня 2008. Процитовано 31 січня 2008.

| США | Це незавершена стаття з географії США. Ви можете допомогти проєкту, виправивши або дописавши її. |